# Walter Bellamy (hockey sur glace)
Walter Bellamy, dit Walt Bellamy, (né le 27 novembre 1881 à Orono, dans la province de l'Ontario au Canada - mort le 24 juillet 1941) est un joueur professionnel canadien de hockey sur glace.

## Carrière en club
En 1910, il passe professionnel avec les Shamrocks de Montréal dans l'ANH.

## Statistiques
| Saison     | Équipe                | Ligue      |    | Saison régulière | Saison régulière | Saison régulière | Saison régulière | Saison régulière |   | Séries éliminatoires | Séries éliminatoires | Séries éliminatoires | Séries éliminatoires | Séries éliminatoires |
| Saison     | Équipe                | Ligue      | PJ | B                | A                | Pts              | Pun              | PJ               | B | A                    | Pts                  | Pun                  |                      |                      |
| 1910       | Shamrocks de Montréal | ANH        | 8  | 3                | 0                | 3                | 2                | -                | - | -                    | -                    | -                    |                      |                      |
| Totaux ANH | Totaux ANH            | Totaux ANH | 8  | 3                | 0                | 3                | 2                | -                | - | -                    | -                    | -                    |                      |                      |